# True Worshippers
True Worshippers é um grupo de música cristã da Indonésia fundado em 1996 por Sidney Mohede, também fundador da True Worshipper Corporation. 